# Барда (приток Тулвы)
Барда — река в России, протекает по Еловскому и Бардымскому районам Пермского края. Устье реки находится в 43 км от устья Тулвы по левому берегу. Длина реки составляет 75 км, площадь водосборного бассейна — 545 км². Крупнейший приток Тулвы.
Исток находится в Еловском районе, среди холмов Верхнекамской возвышенности в 11 км к юго-востоку от райцентра, села Елово. Река от истока течёт на юго-восток, затем поворачивает на восток и северо-восток.
Протекает сёла и деревни Нижняя Барда, Жуланы, Чулпанышка, Суганка, Куштомак, Ятыш (Еловский район); Бардабашка-I, Бичурино (Бардымский район). В низовьях течёт по южной окраине районного центра, села Барда, отделяя его от села Краснояр-I. В нижнем течении образует старицы и затоны. Ширина реки у устья около 35 м, скорость течения 0,3 м/с.

## Притоки
(указано расстояние от устья)
- река Алыбчи (лв)
- река Олыелега (лв)
- река Ирсенде (лв)
- 30 км: река Баршинда (лв)
- река Утар (пр)
- река Кашья (пр)
- река Чёрная Речка (пр)
- 35 км: река Бардабашка (пр)
- река Имянка (пр)
- река Кузяшка (пр)
- река Ятышка (лв)
- река Куштомак (пр)
- 51 км: река Иргиш (пр)
- 51 км: река Кашкалак (пр)
- 52 км: река Безымянная (лв)
- 54 км: река Чулпаныш (лв)
- река Карпунькина (лв)

## Данные водного реестра
По данным государственного водного реестра России относится к Камскому бассейновому округу, водохозяйственный участок реки — Кама от Камского гидроузла до Воткинского гидроузла, речной подбассейн реки — бассейны притоков Камы до впадения Белой. Речной бассейн реки — Кама.
Код объекта в государственном водном реестре — 10010101012111100014813.